# ミンドロ (護衛空母)
|           |                                 |
| 艦歴      |                                 |
| 発注:     |                                 |
| 起工:     | 1945年1月2日                    |
| 進水:     | 1945年6月27日                   |
| 就役:     | 1945年12月4日                   |
| 退役:     | 1955年8月4日                    |
| 除籍:     | 1959年12月1日                   |
| その後:   | 1960年にスクラップ              |
| 愛称:     | マイティ・ミニー(Mighty Minnie) |
| 性能諸元  |                                 |
| 排水量:   | 11,373トン                      |
| 全長:     | 557.1 ft (169.8 m)              |
| 全幅:     | 75 ft (22.9 m)                  |
| 吃水:     | 32 ft (9.8 m)                   |
| 機関:     | 蒸気タービン2軸推進、16,000HP   |
| 最大速:   | 19ノット (35 km/h)              |
| 航続距離: |                                 |
| 乗員:     | 士官、兵員1,060名               |
| 兵装:     | 5インチ砲2門、40mm機銃36基      |
| 搭載機:   |                                 |

ミンドロ (USS Mindoro, CVE-120) は、アメリカ海軍の護衛空母。コメンスメント・ベイ級航空母艦の16番艦。艦名は太平洋戦争の戦場となったミンドロ島に因んで命名された。

## 艦歴
ミンドロは1945年1月2日にワシントン州タコマのトッド造船所で起工した。1945年6月27日にR・L・ボウマン夫人によって進水し、1945年12月4日にエドウィン・R・ペック艦長の指揮下就役した。
西海岸沿いに整調を行った後、ミンドロは1946年1月後半に東海岸へ向けて出航し、2月15日にバージニア州ノーフォークに到着する。第14空母部隊に配属されたミンドロは東海岸沿いに空母訓練活動を行い、5月に第8艦隊と合流、西インド諸島で演習を行う。同年の残りは大西洋でニューイングランドからキューバにかけて飛行離着艦訓練及び対潜水艦攻撃訓練を行う。
戦後の平時状態へ移行し、世界的に共産勢力の台頭による脅威が増大したにもかかわらず、ミンドロは訓練及び平時活動の多忙なスケジュールを継続した。続く9年にわたってノーフォークを拠点として活動を行う。ミンドロの多様な訓練及び艦隊演習はディヴィス海峡からカリブ海、大西洋を越えてイギリス海峡や地中海と幅広い海域で行われた。1950年及び1954年にミンドロは地中海に配属され、第6艦隊に所属し活動した。
ヴァージニア岬沖での訓練を完了すると、ミンドロは1955年1月17日にボストンに向かう。1955年8月4日にボストンで退役し、大西洋予備役艦隊入りする。ボストンでの保管中1959年5月7日に AKV-20（貨物航空機運搬艦）に艦種変更される。同年末に処分が決定し、12月1日に除籍される。ミンドロは1960年6月に香港に回航され、同年末にスクラップとして処分された。